# Thomas Bergman (fotbollsspelare)
Kurt Thomas Bergman, född 9 februari 1960, är en svensk tidigare fotbollsspelare (mittfältare).
Bergman inledde sin karriär i IF Brommapojkarna, men gick 1982 till AIK, där han kom att spela sammanlagt 147 allsvenska matcher (11 mål) fram till 1988. Han spelade också 4 A-landskamper för Sverige.